# 长寿乡
长寿乡是中国黑龙江省哈尔滨市尚志市下辖的一个乡。